# Voie entérale

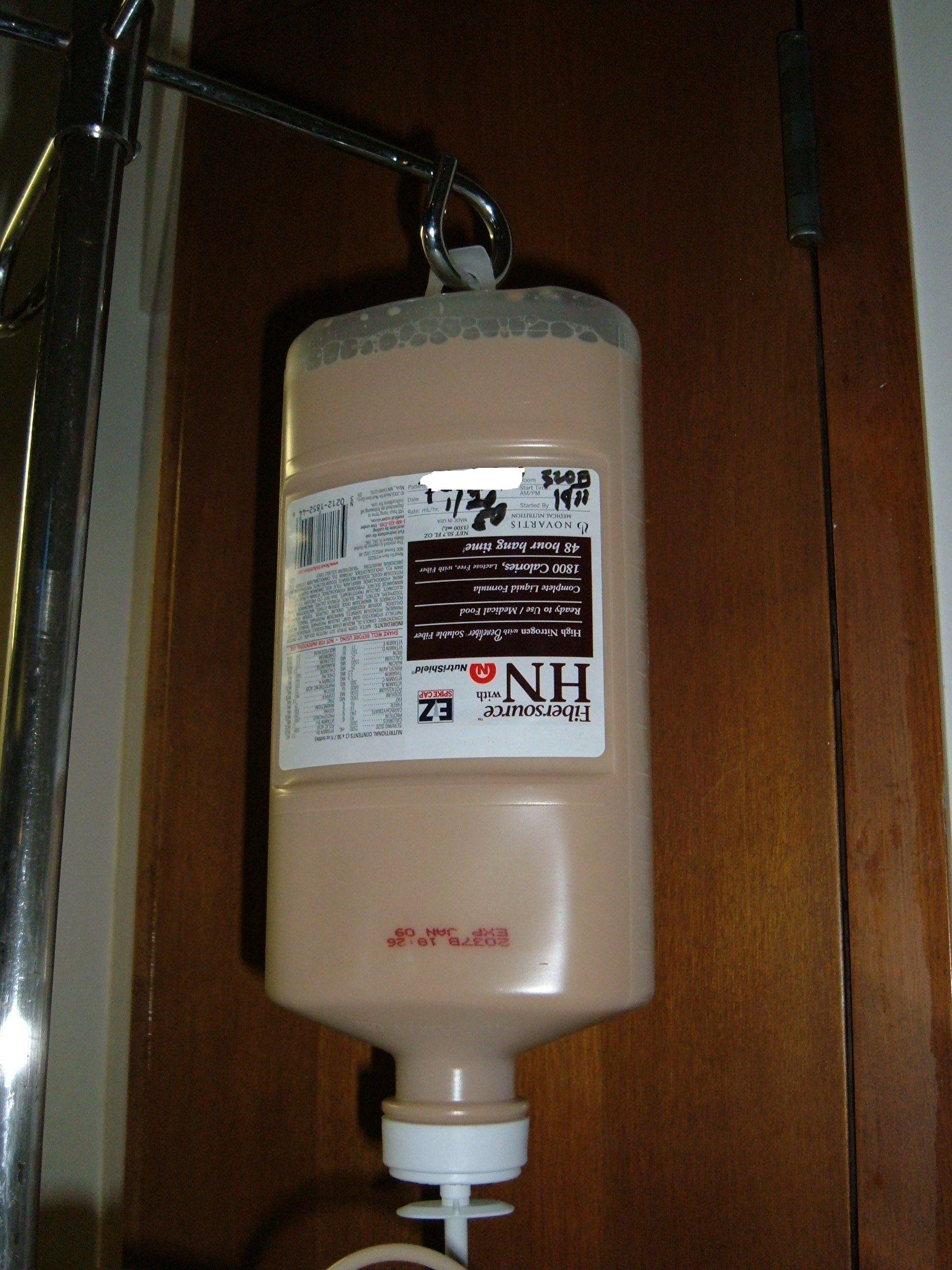
Poche prête à l'emploi contenant une formule entérale.

L'administration d'aliments ou de médicaments par voie entérale (en grec, enteros = intestin) se fait par l'intermédiaire du tube digestif.
Pour les aliments, il y a deux voies entérales : 
- Per os (par la bouche) ; exemples : aliments classiques et solution hyperprotéinique.

- Par sonde ; exemple : sondage naso-gastrique qui permet une nutrition artificielle dite entérale.

Pour les médicaments, il y a trois principales voies entérales :
- voie buccale (voie sublinguale ou voie perlinguale) ;
- voie orale ;
- voie rectale.

### Filmographie
- Nutrition entérale à domicile, film documentaire (Dr Dadamessi ; Pr Dupas ; P. Bou), Novartis, Paris, 2001, 21 min (VHS)